# Prosowe
Prosowe – podrodzina (Panicoideae Link) i plemię (Paniceae R. Br.)  roślin należących do rodziny wiechlinowatych. Oba taksony noszą tę samą nazwę polską. Typem nomenklatorycznym jest proso (Panicum L.).

## Charakterystyka
KwiatyKłoski jednokwiatowe zebrane w wiechy.

## Systematyka
Pozycja w systemie Reveala
Gromada okrytonasienne (Magnoliophyta Cronquist), podgromada Magnoliophytina Frohne & U. Jensen ex Reveal, klasa jednoliścienne (Liliopsida Brongn.), podklasa komelinowe (Commelinidae Takht.), nadrząd Juncanae Takht., rząd wiechlinowce (Poales Small), rodzina wiechlinowate (Poaceae (R. Br.) Barnh.), podrodzina prosowe (Panicoideae Link), plemię prosowe (Paniceae R. Br. in Flinders), podplemię Panicinae Fr..
Rodzaje w systematyce Reveala
- proso (Panicum L.)